# Закон Стокса

Рівновага кульки у вертикальному потоці рідини й полі тяжіння. Сила тяжіння зрівноважена силою Стокса, яка діє на кульку з боку потоку.

Закон Стокса (рос. закон Стокса; англ. Stokes law; нім. Stockessches Gesetz n) — твердження, що сила опору F, яку зустрічає тверда кулька радіусом R при повільному рівномірному поступальному русі із швидкістю {\displaystyle v\,} у необмеженому в'язкому середовищі з динамічним коефіцієнтом в'язкості {\displaystyle \eta \,} (або в ламінарному потоці рідини), дорівнює
{\displaystyle F=6\pi R\eta v\,}.
- FD - сила тертя, що діє на межі розділу рідини і частинок (в N),
- {\displaystyle \eta \,} - показник динамічної в'язкості (N с/м2)
- R - радіус сферичного об'єкта (в м)
- vs' - швидкість осадження частинок (в м/с).

Ця формула відома як «шість піруетів».
Якщо частинки падають у в'язку рідину, і сила тертя в поєднанні з виштовхувальної силою дорівнюють силі тяжіння. У результаті швидкість осадження визначається за формулою:
{\displaystyle v_{s}={\frac {2}{9}}{\frac {\left(\rho _{p}-\rho _{f}\right)}{\mu }}g\,R^{2}}
де:
- vs - швидкість осадження частинок (м/с);
- g - прискорення вільного падіння (м/с2)
- ρp - густина частинки (кг/м3)
- ρf - густина рідини (кг/м3)